# 田武
田武（？—945年9月25日），字德伟，五代十国后唐、后晋官员，大名元城人。
父亲田简，赠右仆射。田武年轻时有拳脚勇力，在唐庄宗麾下为小校，升任胜节指挥使。唐明宗登极，转任帐前都指挥使，领澶州刺史。天成二年（927年），改任左羽林都指挥使，遥领宜州，充任襄州都巡检使。天成三年（928），自汴州马步军都指挥使升任为曹州刺史。长兴初年，担任齐州防御使，又改任洺州防御使。清泰年间，历任成州、陇二州防御使，充西面行军副部署。天福初年，担任金州防御使，金州建节钺，田武为母丁忧，起复为金州节度使。开运元年（944年），改镇沧州横海军节度使，兼北面行营右厢都指挥使。开运二年（945年），担任寧江軍節度使，充侍卫步军都指挥使。这年里又改任昭义军节度、泽潞等州管内观察处置等使、潞州大都督府长史、检校太傅，封雁门郡开国公。没有到任，八月十七庚辰日，田武因病去世。田武出身武职，性情鲠正，御军治民有政绩。去世后，朝廷为他辍视朝一日，赠太尉。其子田仁朗、田仁遇并历内职。田仁朗以父任西头供奉官。